# Federacija (veicolo spaziale)
Orel Federacija (in russo: Федерация, fʲɪdʲɪˈratsɨjə, federazione), in precedenza chiamata PPTS (Perspektivnaja Pilotiruemaja Transportnaja Sistema, Sistema di trasporto pilotato futuro) o PTK NP (Pilotiruemyj Transportnyj Korabl' - Novogo Pokolenija  Nave da trasporto pilotata di nuova generazione) è un veicolo spaziale parzialmente riutilizzabile in fase di sviluppo da parte dell'Agenzia spaziale russa. Dovrebbe sostituire le Sojuz, ed essere impiegata in un eventuale programma lunare russo.

## Missioni previste[3]
| #  | Missione | Lanciatore           | Equipaggio | Data di lancio          | Note                                                             |
| 1  | PTK-1    | Angara-5P            | No         | 2021 (terzo trimestre)  | Collaudo in orbita terrestre bassa.                              |
| 2  | PTK-2    | Angara-5P            | No         | 2023 (primo trimestre)  | Attracco senza equipaggio alla Stazione Spaziale Internazionale. |
| 3  | PTK-3    | Angara-5P            | Sì         | 2023 (quarto trimestre) | Volo con equipaggio verso la Stazione Spaziale Internazionale.   |
| 4  | PTK-4    | Angara-5P            | No         | 2025 (terzo trimestre)  | Sorvolo lunare.                                                  |
| 5  | PTK-5    | Angara-5V/Blok DM-03 | No         | 2026 (terzo trimestre)  | Collaudo in orbita lunare.                                       |
| 6  | PTK-6    | Angara-5V/Blok DM-03 | Sì         | 2027 (terzo trimestre)  | Missione con equipaggio in orbita lunare.                        |
| 7  | PTK-7    | Angara-5V/Blok DM-03 | Sì         | 2029 (terzo trimestre)  | Allunaggio.                                                      |
| 8  | PTK-8    | Angara-5V/Blok DM-03 | Sì         | 2031 (terzo trimestre)  | Allunaggio.                                                      |
| 9  | PTK-9    | Angara-5V/Blok DM-03 | Sì         | 2033 (terzo trimestre)  | Allunaggio.                                                      |
| 10 | PTK-10   | Angara-5V/Blok DM-03 | Sì         | 2034 (terzo trimestre)  | Allunaggio.                                                      |
| 11 | PTK-11   | Angara-5V/Blok DM-03 | Sì         | 2035 (terzo trimestre)  | Allunaggio.                                                      |